# Citolisina
La citolisina és una substància o anticòs elaborat per microorganismes, plantes o animals, que és específicament tòxica a cèl·lules individuals, en molts casos causant la seva dissolució a través de lisis. Les citolisines que posseeixen una funció específica per a determinades cèl·lules s'anomenen en funció d'aquesta acció. Per exemple, les citolisines responsables de la destrucció d'eritròcits, com que ho fan alliberant hemoglobines, són anomenades hemolisines. Les citolisines poden trobar-se tant en els antídots com en els verís.
L'hemolisina és també emprada per certs bacteris, com la Listeria monocytogenes, per trencar la membrana del fagosoma i escapar al citoplasma de la cèl·lula.